# Arrondissement des Sables-d'Olonne
L'arrondissement des Sables-d'Olonne est une division administrative française située dans le département de la Vendée et la région des Pays de la Loire.

## Histoire
La création de l'arrondissement, en 1800, est permise par la loi concernant la division du territoire de la République et l'administration du 28 pluviôse an VIII (17 février 1800).
L'arrêté du 9 brumaire an X no 1 017 portant réduction des justices de paix du département de la Vendée distribue les cantons dépendant de l'arrondissement, au nombre de 10 : Beauvoir, Challans, L'Île-Dieu, La Motte-Achard, Moutiers-les-Maufaits, Noirmoutiers, Palluau, Les Sables-d'Olonne, Saint-Gilles-sur-Vie et Talmont.
Un canton de Saint-Jean-de-Monts est formé par l'arrêté du 4 germinal an XIII (25 mars 1805) à partir des cantons de Beauvoir, Challans et Saint-Gilles-sur-Vie, élevant le nombre de cantons à 11. C'est aussi à cette date que les Sables d'Olonne devient ville préfecture.
Enfin, un nouveau périmètre territorial est défini par la loi relative à diverses modifications dans la circonscription du territoire du 21 juillet 1824 : les communes d'Aubigny, de Nesmy, de Chaillé, de Saint-Florent, du Tablier et de Château-Guibert quittent l'arrondissement pour intégrer celui de Bourbon-Vendée (La Roche-sur-Yon) et le canton éponyme.
À partir de cette date, l'arrondissement des Sables-d'Olonne se compose des cantons de :
- Beauvoir, devenu, en 1956, Beauvoir-sur-Mer ;
- Challans ;
- L'Île-d'Yeu ;
- La Mothe-Achard ;
- Moutiers-les-Mauxfaits ;
- Noirmoutier, devenu, en 1956, Noirmoutier-en-l'Île ;
- Palluau ;
- Les Sables-d'Olonne ;
- Saint-Gilles-sur-Vie, devenu, en 1967, Saint-Gilles-Croix-de-Vie ;
- Saint-Jean-de-Monts ;
- Talmont, devenu, en 1974, Talmont-Saint-Hilaire.

Par un décret en Conseil d'État du 10 octobre 1975, le territoire de l'arrondissement est diminué par l'intégration dans l'arrondissement de la Roche-sur-Yon de La Chapelle-Palluau, commune associée d'Aizenay (canton du Poiré-sur-Vie), qui appartenait avant cette date au canton de Palluau. Toutefois, par arrêté préfectoral du 31 mai 1979 avec effet immédiat, La Chapelle-Palluau est restaurée comme commune et réintègre le canton de Palluau.
Néanmoins, le redécoupage cantonal rendu officiel à compter du 2 avril 2015 ne fait plus coïncider les périmètres des arrondissements et des cantons. Ainsi, six cantons sont recouverts dans leur intégralité (Challans, L'Île-d'Yeu, Les Sables-d'Olonne, Saint-Hilaire-de-Riez, Saint-Jean-de-Monts et Talmont-Saint-Hilaire) tandis que deux ne le sont que partiellement (Mareuil-sur-Lay-Dissais et La Roche-sur-Yon-1).
Au 1er janvier 2017, dans le cadre de la rationalisation des limites administratives de l'État vis-à-vis des intercommunalités à fiscalité propre, l'arrondissement perd huit communes qui intègrent l'arrondissement de la Roche-sur-Yon : Apremont, La Chapelle-Palluau, Falleron, Grand'Landes, Maché, Palluau, Saint-Étienne-du-Bois et Saint-Paul-Mont-Penit. Cette modification diminue le nombre de communes à 74, en prenant en compte la création des Achards.
À compter du 1er janvier 2019, la commune de Landeronde, membre de La Roche-sur-Yon-Agglomération, est extraite de l'arrondissement pour intégrer celui de La Roche-sur-Yon.
Par arrêté du préfet de région daté du 30 décembre 2021 avec effet au 1er janvier 2022, le territoire de l'ancienne commune de La Faute-sur-Mer est maintenu dans l'arrondissement des Sables-d'Olonne, mais celui de L'Aiguillon-sur-Mer est extrait de l'arrondissement de Fontenay-le-Comte le jour leur fusion. Ainsi, la commune nouvelle de L'Aiguillon-la-Presqu'île, la collectivité résultant de leur association, est, depuis son érection au 1er janvier 2022, entièrement comprise dans l'arrondissement des Sables-d'Olonne.

## Composition
De 1974 à 2016, l'arrondissement comportait 83 communes.

### Découpage communal depuis 2015
Depuis 2015, le nombre de communes des arrondissements varie chaque année soit du fait du redécoupage cantonal de 2014 qui a conduit à l'ajustement de périmètres de certains arrondissements, soit à la suite de la création de communes nouvelles. Le nombre de communes de l'arrondissement des Sables-d'Olonne est ainsi de 83 en 2015, 83 en 2016, 74 en 2017 et 71 en 2019.
Au 1er janvier 2024, l'arrondissement groupe les 71 communes suivantes :
1. Les Achards
2. L'Aiguillon-la-Presqu'île
3. L'Aiguillon-sur-Vie
4. Angles
5. Avrillé
6. Barbâtre
7. La Barre-de-Monts
8. Beaulieu-sous-la-Roche
9. Beauvoir-sur-Mer
10. Le Bernard
11. Bois-de-Céné
12. La Boissière-des-Landes
13. Bouin
14. Brem-sur-Mer
15. Bretignolles-sur-Mer
16. La Chaize-Giraud
17. Challans
18. Le Champ-Saint-Père
19. La Chapelle-Hermier
20. Châteauneuf
21. Coëx
22. Commequiers
23. Curzon
24. L'Épine
25. Le Fenouiller
26. Froidfond
27. La Garnache
28. Le Girouard
29. Givrand
30. Le Givre
31. Grosbreuil
32. La Guérinière
33. L'Île-d'Olonne
34. L'Île-d'Yeu
35. Jard-sur-Mer
36. La Jonchère
37. Landevieille
38. Longeville-sur-Mer
39. Martinet
40. Moutiers-les-Mauxfaits
41. Nieul-le-Dolent
42. Noirmoutier-en-l'Île
43. Notre-Dame-de-Monts
44. Notre-Dame-de-Riez
45. Le Perrier
46. Poiroux
47. Les Sables-d'Olonne
48. Saint-Avaugourd-des-Landes
49. Saint-Benoist-sur-Mer
50. Saint-Christophe-du-Ligneron
51. Saint-Cyr-en-Talmondais
52. Sainte-Flaive-des-Loups
53. Sainte-Foy
54. Saint-Georges-de-Pointindoux
55. Saint-Gervais
56. Saint-Gilles-Croix-de-Vie
57. Saint-Hilaire-de-Riez
58. Saint-Hilaire-la-Forêt
59. Saint-Jean-de-Monts
60. Saint-Julien-des-Landes
61. Saint-Maixent-sur-Vie
62. Saint-Mathurin
63. Saint-Révérend
64. Saint-Urbain
65. Saint-Vincent-sur-Graon
66. Saint-Vincent-sur-Jard
67. Sallertaine
68. Soullans
69. Talmont-Saint-Hilaire
70. La Tranche-sur-Mer
71. Vairé

## Démographie
En 2022, l'arrondissement comptait 259 243 habitants.
| 1968    | 1975    | 1982    | 1990    | 1999    | 2006    | 2011    | 2016    | 2021    |
| ------- | ------- | ------- | ------- | ------- | ------- | ------- | ------- | ------- |
| 138 810 | 148 106 | 159 430 | 172 639 | 189 875 | 216 576 | 234 072 | 237 354 | 255 090 |

| 2022    | - | - | - | - | - | - | - | - |
| ------- | - | - | - | - | - | - | - | - |
| 259 243 | - | - | - | - | - | - | - | - |

## Sous-préfets
| Période           | Période           | Identité                                | Fonction précédente                                        | Observation                                                                               |
| ----------------- | ----------------- | --------------------------------------- | ---------------------------------------------------------- | ----------------------------------------------------------------------------------------- |
|                   |                   |                                         |                                                            |                                                                                           |
| 22 décembre 1852  | 16 novembre 1857  | Olivier Reneufve                        | Sous-préfet de Pontarlier                                  | Nommé sous-préfet de Louviers                                                             |
|                   |                   |                                         |                                                            |                                                                                           |
| 30 décembre 1877  | 3 mai 1879        | Henri Hugues                            |                                                            | Nommé sous-préfet de Bar-sur-Seine                                                        |
| 3 mai 1879        | 17 novembre 1880  | Paul Goffres                            |                                                            | Nommé secrétaire général de la préfecture de la Vendée                                    |
| 17 novembre 1880  | 21 octobre 1883   | Marie-Pierre Eyquem                     |                                                            | Nommé sous-préfet de Figeac                                                               |
| 21 octobre 1883   | 29 avril 1884     | François Leroy                          |                                                            | Mis en disponibilité sur sa demande                                                       |
| 29 avril 1884     | 7 avril 1888      | Charles Blanc                           |                                                            | Nommé sous-préfet d'Hazebrouck                                                            |
| 7 avril 1888      | 22 septembre 1890 | Henri Trinquet                          | Sous-préfet de Château-Chinon                              | Nommé sous-préfet de Paimboeuf                                                            |
| 22 septembre 1890 | 7 janvier 1894    | Victor Coutaud                          | Sous-préfet de Baume-les-Dames                             | Mis en disponibilité sur sa demande                                                       |
| 7 janvier 1894    | 21 octobre 1898   | Louis Leségrétain-Hautbourg             | Sous-préfet de Saint-Affrique                              | Nommé sous-préfet de Ploërmel                                                             |
| 21 octobre 1898   | 30 juin 1906      | Louis Launois                           | Sous-préfet de Lapalisse                                   | Nommé secrétaire général de la préfecture de l'Oise                                       |
| 30 juin 1906      | 20 octobre 1911   | Louis Paisant                           | Sous-préfet de Lesparre                                    | Nommé secrétaire général de la préfecture du Pas-de-Calais                                |
| 20 octobre 1911   | 16 mai 1912       | Gabriel Desbats                         | Secrétaire général de la préfecture de la Seine-Inférieure | Mis en disponibilité sur sa demande                                                       |
| 16 mai 1912       | 8 novembre 1914   | Achille Villey-Desmeserets              | Secrétaire général de la préfecture d'Ille-et-Vilaine      | Mobilisé                                                                                  |
| 8 novembre 1914   | 20 février 1925   | Clément Gola                            | Sous-préfet de Pontivy                                     | Nommé sous-préfet de Sétif en Algérie française                                           |
| 20 février 1925   | 25 novembre 1927  | Paul Masnou                             | Sous-préfet de Chinon                                      | Retraité et nommé préfet honoraire                                                        |
| 13 décembre 1927  | 7 mars 1929       | Jean Mativat                            | Sous-préfet de Tournon                                     | Nomme sous-préfet de Toulon                                                               |
| 7 mars 1929       | 29 mai 1936       | Jean Servain                            | Attaché à la préfecture d'Ille-et-Vilaine                  | Nommé sous-préfet de Morlaix                                                              |
| 1936              | 30 octobre 1940   | Joseph Terral                           | Sous-préfet de Saint-Girons                                | Retraite                                                                                  |
| 30 octobre 1940   | 5 octobre 1942    | Jacques Guillemaut                      | Secrétaire général de la préfecture de Loir-et-Cher        | Nommé sous-préfet de Valenciennes                                                         |
|                   |                   |                                         |                                                            |                                                                                           |
|                   | 12 août 1994      | Gérard Calixte                          |                                                            | Nommé sous-préfet de Mulhouse                                                             |
| 12 août 1994      | 14 novembre 1996  | Michel Soulignac                        | Secrétaire général de la préfecture de Seine-et-Marne      | Nommé préfet hors cadre, chargé d'une mission de service public relevant du Gouvernement  |
| 2 janvier 1997    | 25 juin 2002      | Jean-Jacques Caron                      | Secrétaire général de la préfecture d'Eure-et-Loir         | Nommé secrétaire général de la préfecture de Maine-et-Loire                               |
| 8 juillet 2002    | 15 avril 2004     | Jean-Pierre Deneuve                     | Sous-préfet de Verdun                                      | Nommé préfet hors cadre, chargé d'une mission de service public relevant du Gouvernement. |
| 30 avril 2004     | 18 décembre 2008  | Patricia Willaert (puis Willaert-Ridet) | Sous-préfète de Fontainebleau                              | Nommée secrétaire générale de la préfecture de l'Oise                                     |
| 27 février 2009   | 1er août 2011     | Béatrice Lagarde                        | Magistrate de l'ordre judiciaire                           | Nommée sous-préfète de Mulhouse                                                           |
| 1er août 2011     | 25 septembre 2012 | Christine Abrossimov                    | Secrétaire générale de la préfecture d'Indre-et-Loire      |                                                                                           |
| 25 septembre 2012 | 30 juillet 2019   | Jacky Hautier                           | Sous-préfet hors cadre                                     | Nommé sous-préfet de Montbéliard                                                          |
| 30 juillet 2019   | En cours          | Thierry Bonnet                          | Sous-préfet de Thionville                                  |                                                                                           |